# Tembé
 (octobre 2009).
Si vous disposez d'ouvrages ou d'articles de référence ou si vous connaissez des sites web de qualité traitant du thème abordé ici, merci de compléter l'article en donnant les références utiles à sa vérifiabilité et en les liant à la section « Notes et références ».

Le tembé est un art noir-marron originaire de Guyane et du Suriname, particulièrement présent sur les fleuves Maroni, Tapanahoni et Suriname.
Le tembe sculpture sur bois koti tembe-peinture sur bois ou toile ferfi tembe est une pratique inscrite à l'Inventaire du patrimoine culturel immatériel français depuis 2020. 
Cet art s'exprime à travers la peinture, la sculpture et la couture. Il trouve aussi des prolongements dans la coiffure, notamment dans le tressage.
Si la sculpture et la peinture sont pratiqués essentiellement par les hommes, il n'en est pas de même pour la couture.
À l'origine, cet art est pratiqué sur des objets usuels : porte, pagne, calebasse, siège, peigne, etc. On voit maintenant apparaître des artistes qui expriment leur art sur des tableaux.
Les motifs des tembé ont une signification. Ainsi, lors d'un mariage traditionnel, les hommes offrent un tembé à leur épouse qui symbolise un engagement : la fidélité, la protection, l'envie de fonder une famille nombreuse, etc.
La base de l'art est l'entrelac.